# Miami International Autodrome
Miami International Autodrome je ulično dirkališče, ki je urejeno okrog stadiona Hard Rock Stadium v predmestju Miamija Miami Gardens v ameriški zvezni državi Florida. Proga dolžine 5,41 km ima 19 ovinkov, medtem ko je pričakovana povprečna hitrost približno 223 km/h. Dirkališče je bilo posebej zasnovano za Veliko nagrado Miamija, ki je bila uvrščena v koledar dirk Svetovnega prvenstva Formule 1 za sezono 2022.

## Zgodovina
Proga je bila prvič predložena oktobra 2019. Prvotno je bilo obravnavanih približno 75 načrtov njenega poteka, od česar je bilo 36 simuliranih. Lastnik stadiona Hard Rock Stadium Stephen Ross si je do predstavitve prvotnih različic proge že nekaj let prizadeval za organizacijo dirke Formule 1 v Miamiju. Organizatorji so se načelno dogovorili, da bo prva dirka okrog stadiona Hard Rock Stadium potekala v sezoni 2021, vendar je bila ta nazadnje preložena na naslednjo sezono 2022. Komisarji za predmestje Miami Gardens so sprva glasovali proti ureditvi uličnega dirkališča, vendar je bila ta odločitev 14. aprila 2021 razveljavljena. Ime Miami International Autodrome je proga uradno dobila 2. septembra 2021.

## Proga
Proga je začasno urejena na zasebnem zemljišču okrog stadiona Hard Rock Stadium. Na lokaciji se nekaj tednov pred dirkaškim vikendom začne postavljanje zaščitnih ograd in podobne opreme, ki je po njegovem koncu odstranjena. Proga v celoti poteka znotraj zasebnega zemljišča. Vključuje asfaltirane poti parkirišča, ulice ob robu parkirišča in tudi ovinke, ki so bili zgrajeni zgolj z namenom vgraditve v progo.
Proga je dolga 5,41 km in ima 19 ovinkov. Med najostrejšima ovinkoma 16 in 17 je dolga ravnina za najhitrejšo vožnjo. Dirkalniki Formule 1 krog prevozijo v približno minuto in pol. Na premierni dirki za Veliko nagrado Miamija 2022 je najhitrejši krog s časom 1:31,361 prevozil zmagovalec Max Verstappen iz moštva Red Bull Racing.